# فهرست دانشگاه‌های ایلینوی
- دانشگاه ایلینوی در اوربانا شامپاین
- دانشگاه ایلینوی در شیکاگو
- دانشگاه ایلینوی غربی
- دانشگاه شیکاگو
- موسسه فناوری ایلینوی
- دانشگاه نورث وسترن
- دانشگاه ایلینوی شمالی
- دانشگاه ایلینوی شرقی
- دانشگاه ایالتی ایلینوی
- دانشگاه بردلی